# Victor Schœlcher
Pour les articles homonymes, voir Schœlcher (homonymie).
Victor Schœlcher (/vik.tɔʁ ʃœl.ʃɛʁ/) est un journaliste et homme politique français, né à Paris le 22 juillet 1804 et mort à Houilles le 25 décembre 1893. Il est connu pour avoir agi en faveur de l'abolition définitive de l'esclavage en France, via le décret d'abolition, signé par le gouvernement provisoire de la Deuxième République le 27 avril 1848. Il est également élu député de la Martinique puis de la Guadeloupe.

## Biographie

### Enfance
Victor Schœlcher naît le 22 juillet 1804 à Paris (5e arrondissement ancien, aujourd'hui 10e arrondissement) au 60 rue du Faubourg-Saint-Denis, dans une famille catholique bourgeoise. Son père, Marc Schœlcher (1766-1832), originaire de Fessenheim (Haut-Rhin) en Alsace, est propriétaire d'une usine de fabrication de porcelaine. Sa mère, Victoire Jacob (1767-1839), originaire de Meaux (Seine-et-Marne), est marchande lingère à Paris au moment de son mariage.
Victor Schœlcher est baptisé à l'église Saint-Laurent de Paris le 9 septembre 1804.
Il fait de courtes études au lycée Condorcet, côtoyant les milieux littéraires et établissant des liensartistiques dans la capitale; il fait connaissance avec George Sand, Hector Berlioz et Franz Liszt.
Il voyage, vers 1830, en tant que représentant commercial de l'entreprise familiale. Lorsqu'il est à Cuba, il est révolté par l'esclavage.

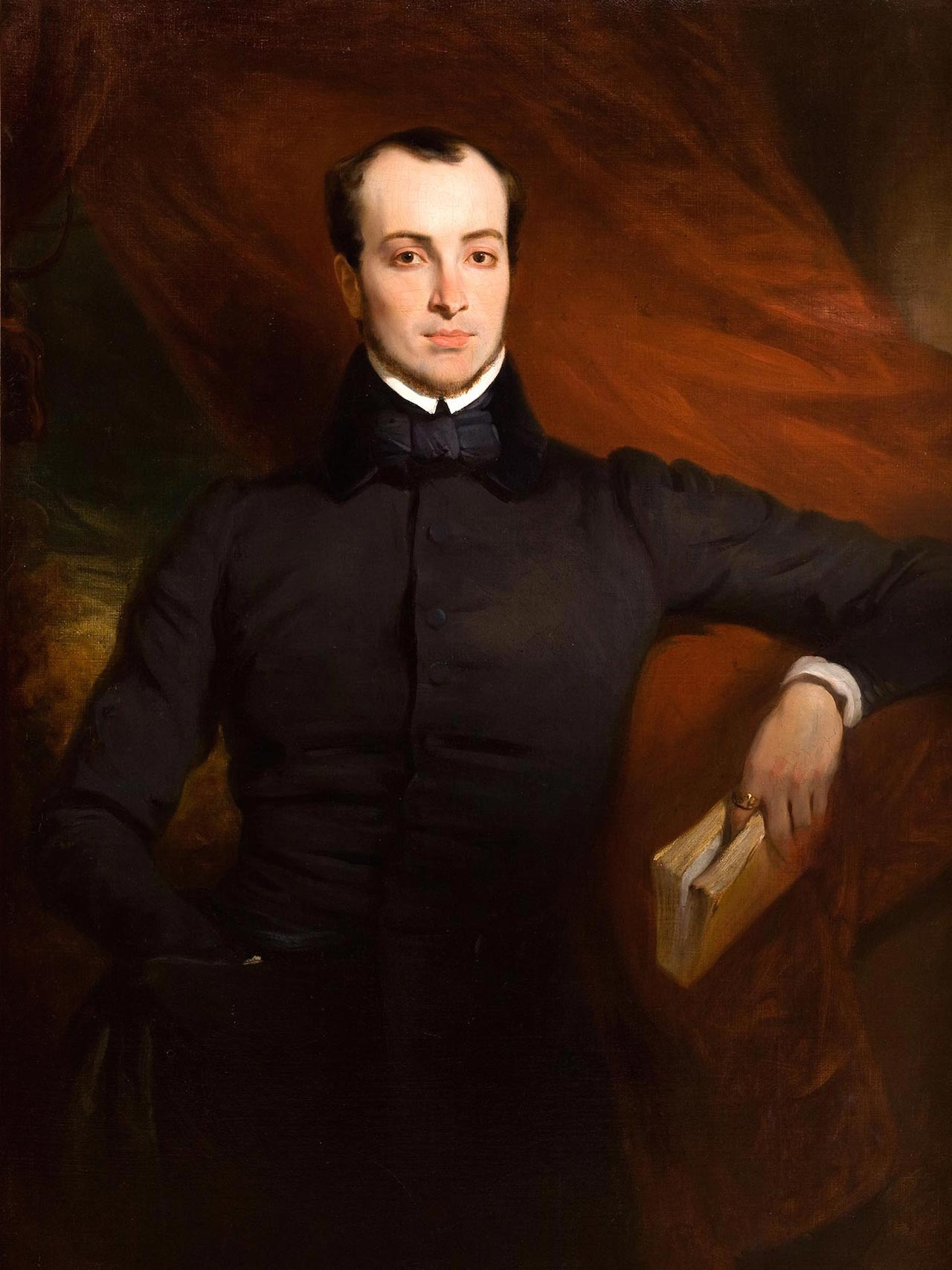
Portrait de Victor Schœlcher par Henri de Caisne.

Revenant en France, il devient journaliste et critique artistique, publie des articles et des ouvrages et multiplie ses déplacements d'information.
Il adhère à la franc-maçonnerie et est initié dans la loge parisienne « Les Amis de la Vérité » (Grand Orient de France), laquelle est à l'époque un atelier très fortement politisé, pour ne pas dire ouvertement révolutionnaire. Il passe ensuite à une autre loge parisienne, « La Clémente Amitié ». Il cesse toute activité maçonnique en 1844, lorsqu'il est radié par la chambre symbolique du Grand Orient de France, en compagnie de dix-sept autres frères de la loge « La Clémente Amitié », pour s'être opposé à la révision des statuts généraux de l'obédience et avoir soutenu le vénérable Bègue-Clavel.
Il revend rapidement la manufacture dont il hérite de son père en 1832 pour se consacrer à son métier de journaliste et ses activités philanthropiques.

### L'action abolitionniste
Le discours abolitionniste de Schœlcher évolue au cours de sa vie. En 1830, dans un article de la Revue de Paris, « Des Noirs », après avoir fait une description terrible de la situation des esclaves, et montré comment l'esclavage transforme ces hommes en brutes, il se prononce contre l'abolition immédiate, car pour lui, « les nègres, sortis des mains de leurs maîtres avec l'ignorance et tous les vices de l'esclavage, ne seraient bons à rien, ni pour la société ni pour eux-mêmes […] Je ne vois pas plus que personne la nécessité d'infecter la société active (déjà assez mauvaise) de plusieurs millions de brutes décorées du titre de citoyens, qui ne seraient en définitive qu'une vaste pépinière de mendiants et de prolétaires. […] la seule chose dont on doive s'occuper aujourd'hui, c'est d'en tarir la source, en mettant fin à la traite ».
En 1833, il publie un premier ouvrage : De l'esclavage des Noirs et de la législation coloniale. Ce livre est un réquisitoire contre l'esclavage et pour son abolition, mais il renvoie celle-ci à un « futur incident révolutionnaire que j'appelle du reste de mes vœux », car, écrit-il « Les révolutions se font pour rétablir dans l'ordre social l'équilibre que les envahissements de la richesse tendent toujours à détruire ». Il estime, dans la préface de l'ouvrage, que la Révolution de 1830 a ouvert une période longue dans laquelle les libertés ouvrières sont confisquées, bien que les ouvriers en aient été le moteur. Toutefois, tous les éléments de son combat sont en place, et ses idées sont claires, car il considère que « l'homme noir n'est pas moins digne de la liberté que l'homme blanc » (Chapitre X) ; « l'esclavage des nègres est une injure à la dignité humaine, parce que l'intelligence de l'homme noir est parfaitement égale à celle de l'homme blanc » (Chapitre XI). Mais il ne propose en conclusion de son ouvrage qu'un texte de loi visant à humaniser autant que faire se peut l'esclavage, et non à l'abolir immédiatement, car à cette époque il pense que dans le cadre du régime issu de la révolution de 1830, il ne sera pas possible d'aller plus loin. Cette loi encadrerait l'esclavage dans des limites, donnerait des droits aux esclaves, limiterait donc les droits des maîtres, mais tolérerait malgré tout le maintien de la peine du fouet, « toute révoltante qu'elle soit », sans laquelle « les maîtres ne pourraient plus faire travailler dans les plantations ». Il est complètement lucide sur la portée de sa proposition, et surtout sur ses limites, car il confesse : « dès que vous acceptez un mode d'existence contraire à toutes les lois de la nature, il faut vous résigner à sortir des bornes de l'humanité » ; or, pour lui, l'esclavage sort des bornes de l'humanité.
De mai 1840 à juin 1841, il retourne aux Antilles et visite plusieurs habitations, parmi lesquelles celle de Trou-Vaillant (Saint-James), dont le domaine et les esclaves appartiennent à l’État. Cette situation le révolte, comme on peut le lire dans Des colonies françaises. Abolition immédiate de l'esclavage, ouvrage qu'il publie en 1842 :

« LA FRANCE POSSÈDE DES HABITATIONS ! Nous avons visité celle du Trouvaillant près Saint-Pierre. Eh bien ! les esclaves de la France, les nègres du roi comme on les appelle, ne sont pas mieux traités que ceux du plus mince petit blanc. Aucun essai particulier n'a été tenté en leur faveur, aucune amélioration n'a été introduite dans leur régime ; il n'y a pour eux aucun avantage d'appartenir à la France ; point d'éducation, point de lecture, point de moralisation, aucun de ces enseignements où l'homme au moins apprend à se connaitre et à s'estimer. Des planteurs ont des usines moins délabrées, des cases plus belles, et une infirmerie mieux tenue que celles de la nation ! Et vous voulez que les colons vous supposent le désir d'affranchir ! Quelle honte, d'ailleurs, que le gouvernement de France ait encore des esclaves ! Pourquoi ne donne-t-il pas le signal de l'abolition en élargissant tous ses nègres, comme fit la couronne d'Angleterre le 12 mars 1831 ? Il hésite, tandis que le bey de Tunis vient de proscrire l'esclavage dans ses états ! La France reçoit maintenant des leçons d'humanité des régences barbaresques ! »

Après ce séjour aux Antilles, il se prononce pour une abolition immédiate et complète, et se consacre désormais entièrement à cette cause.
Ses voyages en Grèce, en Égypte et au Sénégal le confortèrent dans cette conviction. En 1845, à l'occasion du débat parlementaire sur des lois d’humanisation de l’esclavage, il publie des articles nombreux dans des journaux et revues comme Le Courrier Français, le Siècle, Le Journal des Économistes, L’Atelier, L'Abolitioniste français, La Revue Indépendante et surtout la Réforme.
En 1847, il regroupe ces articles dans un ouvrage intitulé Histoire de l’esclavage pendant ces deux dernières années. Après avoir écrit que « tout le monde est d’accord sur la sainteté du principe de l'abolition », et « que le sort des esclaves n'a pas cessé d'être horrible, atroce, dégradant, infâme, malgré les lois, les ordonnances, les règlements faits pour l'alléger », il conclut le préambule de son ouvrage par : « Le seul, l'unique remède aux maux incalculables de la servitude c'est la liberté. Il est impossible d'introduire l'humanité dans l'esclavage. Il n'existe qu'un moyen d'améliorer réellement le sort des nègres, c'est de prononcer l'émancipation complète et immédiate ».
En 1848, Victor Schœlcher est nommé sous-secrétaire d'État à la Marine et aux colonies dans le gouvernement provisoire de 1848 par le ministre François Arago. Nommé également président de la commission d'abolition de l'esclavage, il est l'initiateur du décret du 27 avril 1848, signé à l'Hôtel de la Marine, qui abolit définitivement l'esclavage en France. L'esclavage avait déjà été aboli en France, pendant la Révolution française le 16 pluviôse an II, puis rétabli par Napoléon Ier par la loi du 20 mai 1802.

### Après l'abolition

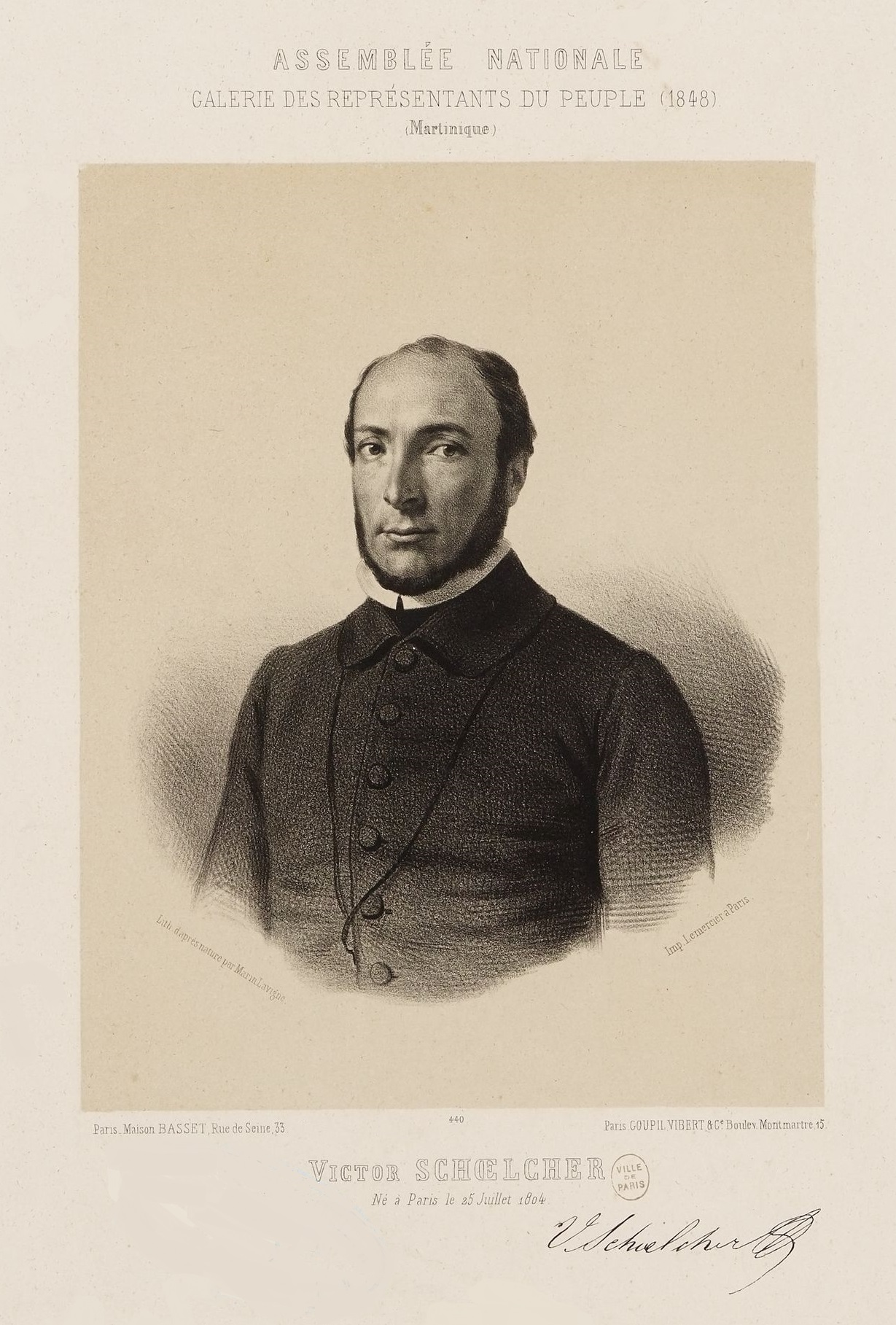
Victor Schœlcher, député de la Martinique.
Lithographie de Marin-Lavigne de la série Galerie des représentants du peuple (1848).

Sa notoriété le conduit à être élu député, à la fois par la Martinique (le 9 août 1848, 3e et dernier par 19 117 voix sur 20 698 exprimés) et par la Guadeloupe (le 22 août 1848, 2e sur 3, par 16 038 voix sur 33 734 votants). Il opte pour la Martinique.
En Martinique en 1849, une alliance est conclue entre Cyrille Bissette et le béké François Pécoul en vue des élections législatives de juin. Les résultats consacrent l'écrasante victoire du tandem Bissette-Pécoul qui obtiennent respectivement 16 327 voix et 13 482 voix. Victor Schœlcher est battu et ne recueille que 3 617 voix. Il fut élu en juin 1849, comme représentant de la Guadeloupe à l'Assemblée législative.
D'août 1848 à décembre 1851, il siège à gauche, en tant que vice-président du groupe de la Montagne. Il intervient en faveur des noirs, demande l'élection des officiers de l'armée jusqu'au grade de capitaine, dépose un amendement demandant que les compagnies de chemins de fer équipent les 3e classes de wagons fermés, réclame l'abolition de la peine de mort. Il vote pour le droit au travail, pour l'ensemble de la Constitution, contre l'expédition de Rome, etc.
Lors du coup d'État du 2 décembre 1851, il est un des députés présents aux côtés d'Alphonse Baudin sur la barricade où celui-ci sera tué. Républicain, il est proscrit durant le Second Empire par le coup d'État de Louis Napoléon Bonaparte. Il s'exile en Angleterre et y devient un spécialiste de l'œuvre du compositeur de musique sacrée Georg Friedrich Haendel, rassemble une collection très importante de ses manuscrits et partitions et rédige une de ses premières biographies, mais celle-ci n'est éditée que dans sa traduction anglaise. En 1870, il revient en France à la suite de la défaite de Sedan. Il est alors nommé colonel d'état-major de la garde nationale et obtient le commandement de la légion d'artillerie.

Après l'abdication de Napoléon III, il est réélu député de la Martinique à l'Assemblée nationale de mars 1871 à décembre 1875. En avril 1871, en pleine crise communaliste, il publie un appel pour que l'assemblée de Versailles choisisse la conciliation plutôt que l'affrontement avec la Commune : 

« L'Assemblée, bien qu'elle ait le droit de son côté, ne peut avoir la criminelle pensée, pour le faire prévaloir, d'assiéger la Commune. »

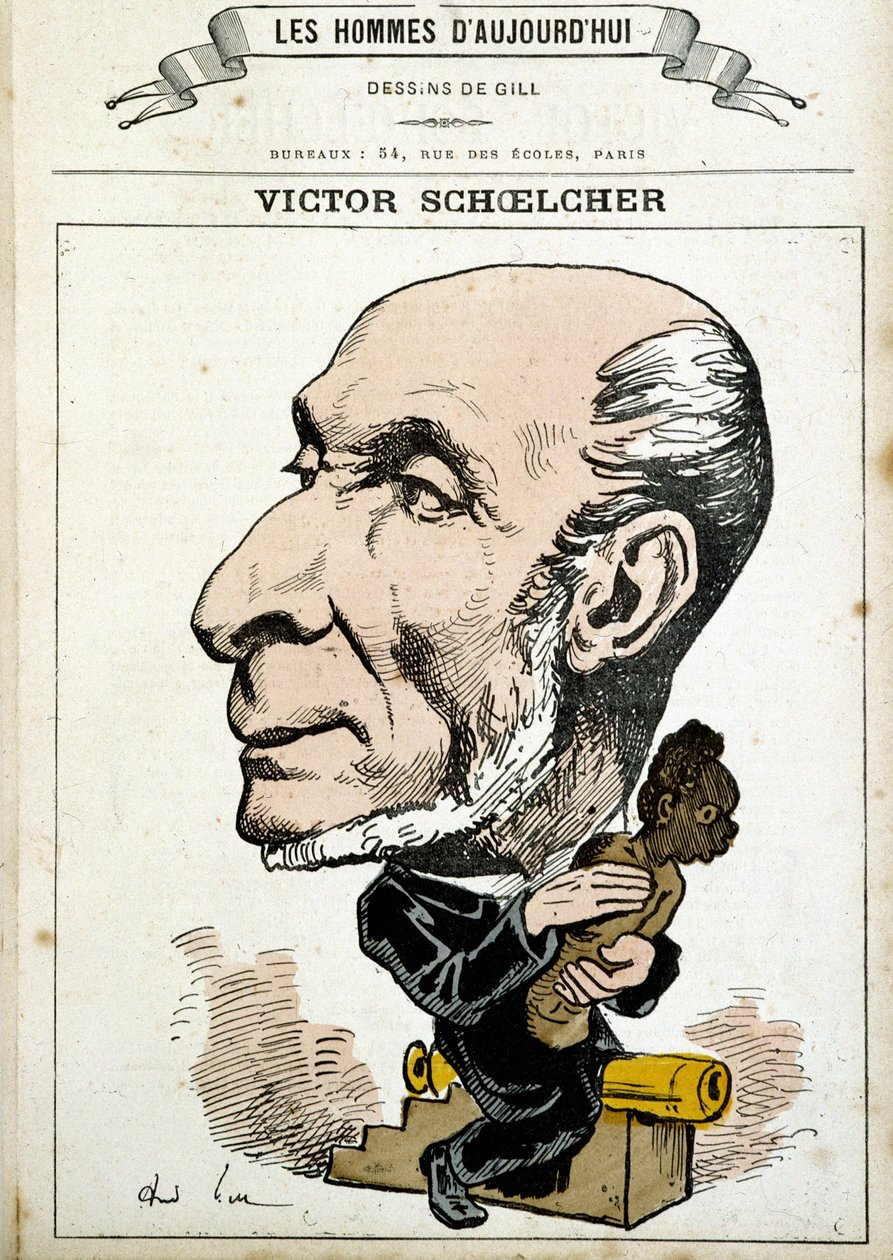
Victor Schœlcher caricaturé par André Gill, 1879

Le 16 décembre 1875, il est élu sénateur inamovible par l'Assemblée nationale.
En 1877, Victor Schœlcher dépose une proposition de loi pour interdire la bastonnade dans les bagnes. La commission d'initiatives refuse la proposition, mais les peines corporelles seront abolies en 1880. Sous la Troisième République, le gouvernement Ferry promulgue la loi du 30 juillet 1881, dite de « réparation nationale », qui alloue une pension ou rente viagère aux citoyens français victimes du coup d'État du 2 décembre 1851 et de la Loi de sûreté générale. La Commission générale chargée d'examiner les dossiers, présidée par le Ministre de l'Intérieur, est composée de représentants du ministère, de conseillers d'État, et comprend huit parlementaires, tous d'anciennes victimes : quatre sénateurs (Victor Hugo, Jean Macé, Elzéar Pin, Victor Schœlcher) et quatre députés (Louis Greppo, Noël Madier de Montjau, Martin Nadaud et Alexandre Dethou).
En 1884 et 1885, il tente de s'opposer, sans succès, à l'institution de la relégation des forçats récidivistes en Guyane. Abolitionniste mais colonialiste, il continue de défendre la colonisation par le bulletin de vote et la scolarisation.

### Fin de vie

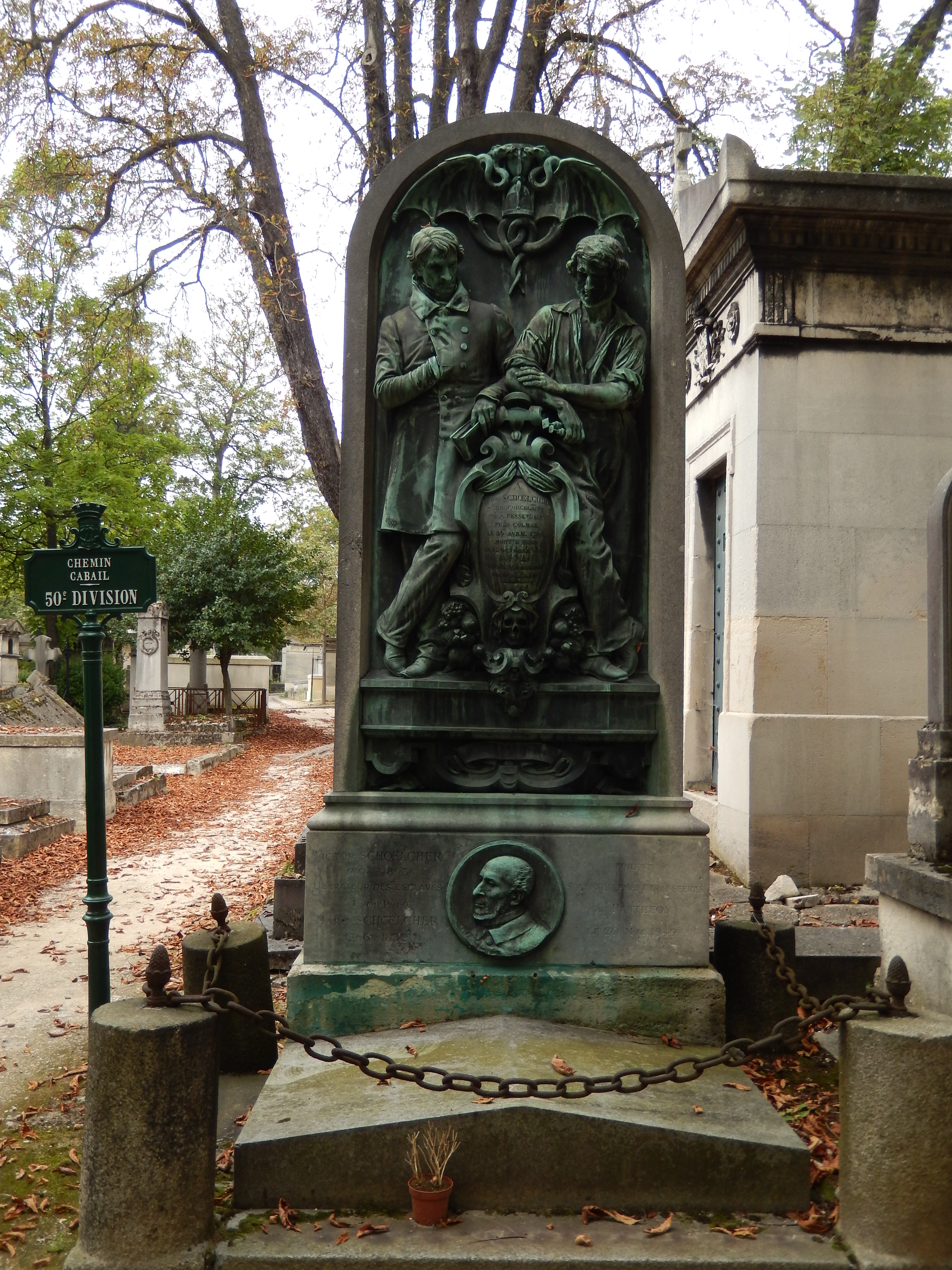
Tombe des Schœlcher père et fils (cimetière du Père Lachaise, division 50).

À la fin de sa vie, célibataire sans enfant, il donne tout ce qu'il possède ; il fait don notamment d'une collection d'objets au Conseil général de la Guadeloupe, aujourd'hui hébergée au musée Schœlcher. 
Victor Schœlcher meurt le 25 décembre 1893 à l'âge de 89 ans dans sa maison qu'il loue depuis 1876 au 26 rue d'Argenteuil, devenue depuis l'avenue Schœlcher, à Houilles en Seine-et-Oise (aujourd'hui dans les Yvelines).

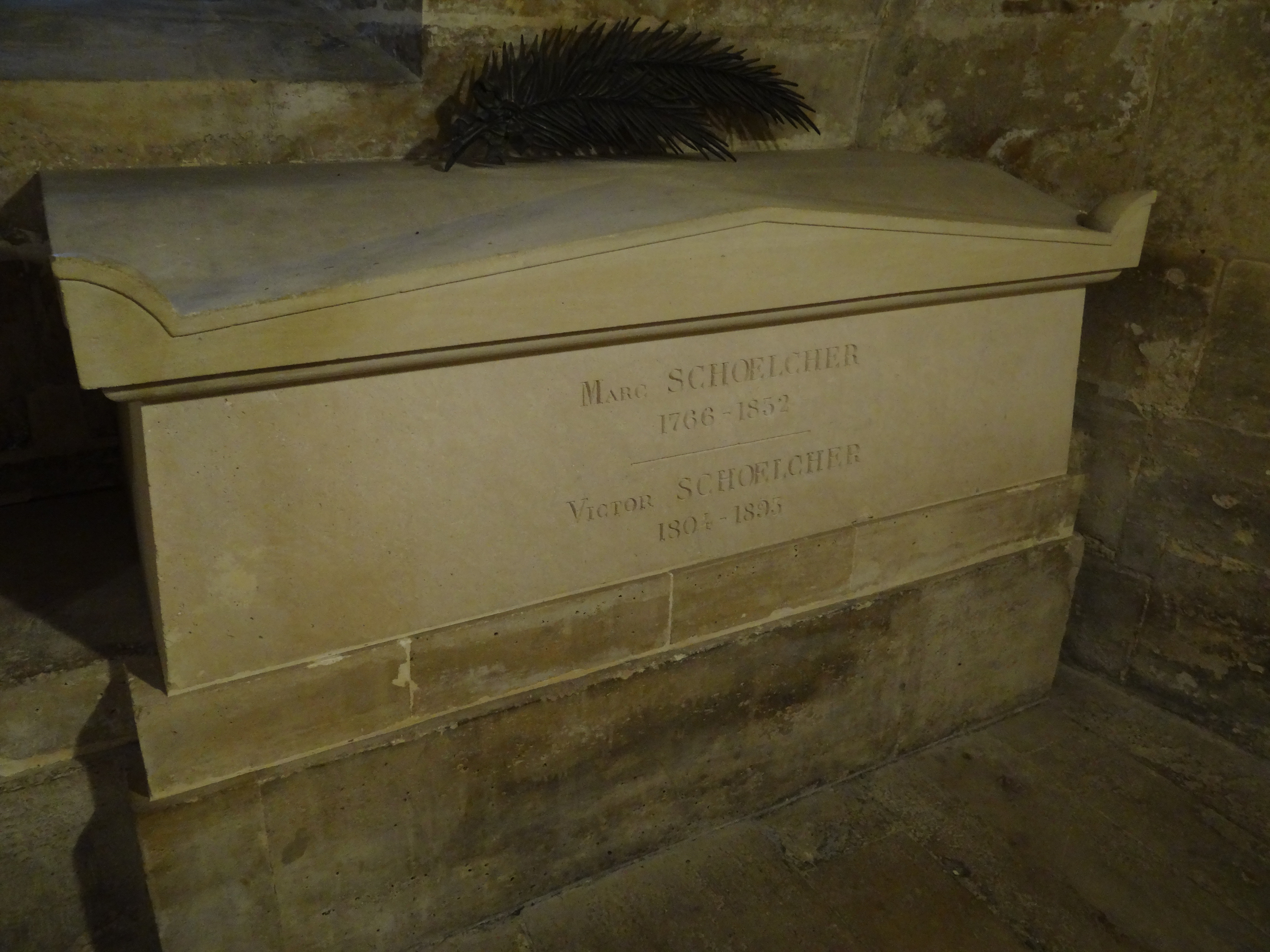
Le tombeau de Victor Schœlcher et de son père Marc Schœlcher au Panthéon.

Enterré à Paris au cimetière du Père-Lachaise, mais non incinéré bien qu'il en ait exprimé le souhait, son corps est transféré par décision de l'Assemblée nationale et du président du Conseil de la République, Gaston Monnerville au Panthéon le 20 mai 1949 en même temps que les restes du Guyanais Félix Éboué (premier noir à y être inhumé) et également ceux de son père Marc Schœlcher, porcelainier de son état, car Victor Schœlcher avait exprimé désirer vivement être inhumé à son côté.

« Évoquer Schœlcher, ce n'est pas invoquer un vain fantôme, c'est rappeler à sa vraie fonction un homme dont chaque mot est encore une balle explosive… Schœlcher dépasse l'abolitionnisme et rejoint la lignée de l'homme révolutionnaire : celui qui se situe résolument dans le réel et oriente l'histoire vers sa fin (…) Victor Schœlcher, un des rares souffles d’air pur qui ait soufflé sur une histoire de meurtres, de pillage et d’exactions. »

— Aimé Césaire, extrait de l'introduction de Esclavage et colonisation, recueil de textes de Victor Schœlcher publié par Émile Tersen, Presses universitaires de France, 1948.

## Postérité

### Hommages
- Une « Fête en l’honneur de Schoelcher » a été organisée le 11 juillet 1937 dans le cadre de l’Exposition internationale de 1937 à Paris[26].
- Victor Schœlcher a été célébré de manière particulière à l'instigation de Gaston Monnerville , président du Sénat de l'après Seconde Guerre mondiale, en tant que héros de la franc-maçonnerie coloniale[27]. C'est à son initiative que les cendres de Victor Schœlcher et de Félix Éboué ont été transférés au Panthéon en 1949.
- Des chants politiques lui sont dédiés, Angélina joli bato en Guadeloupe et La Montagne est verte en Martinique[28].
- le 21 juillet : jour de Victor Schœlcher (commémoration de la naissance, le 22 juillet 1804 , du député qui fut à l'origine de l'abolition de l'esclavage), en Guadeloupe, à Saint-Martin et en Martinique.
- le 10 mai : Journée annuelle de la mémoire de l'esclavage, commémoration de la reconnaissance par le Parlement français de l'esclavage comme crime contre l'humanité ; elle s'ajoute à celles de l'abolition de l'esclavage dans les régions d'outremer.
- Aimé Césaire mentionne son action majeure dans la lutte contre l'esclavage et contre la domination coloniale dans son discours du 17 décembre 1982[29],[30].

### Polémique en 2020

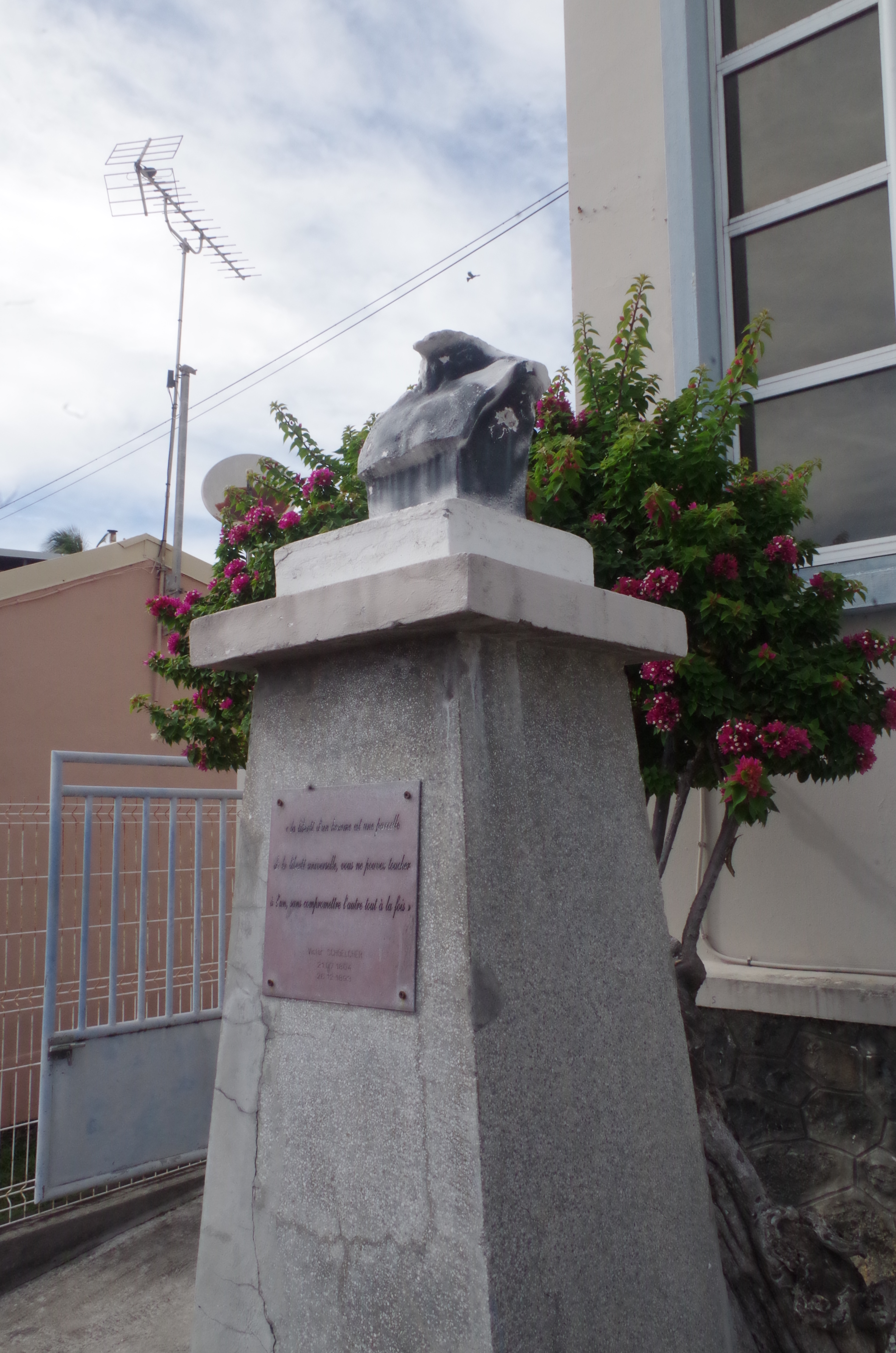
Statue décapitée de Victor Schoelcher

Le 22 mai 2020, jour de commémoration de l'abolition de l'esclavage en Martinique, les deux statues de Victor Schoelcher présentes à Fort-de-France et à Schoelcher sont détruites par des manifestants se proclamant « antibéké et anti-héritage colonial ».
Les manifestants reprochent au pouvoir français et aux collectivités « de ne célébrer que des hommes blancs, et d’occulter les figures des esclaves qui se sont révoltés » ; et à Schœlcher en particulier, d'avoir permis une indemnisation financière des anciens maîtres blancs, en compensation de l'abolition.
Dans la nuit du vendredi 5 au samedi 6 mars 2021, la tête de la statue de Victor Schoelcher sur la commune du Diamant fut décapitée.

### Lieux

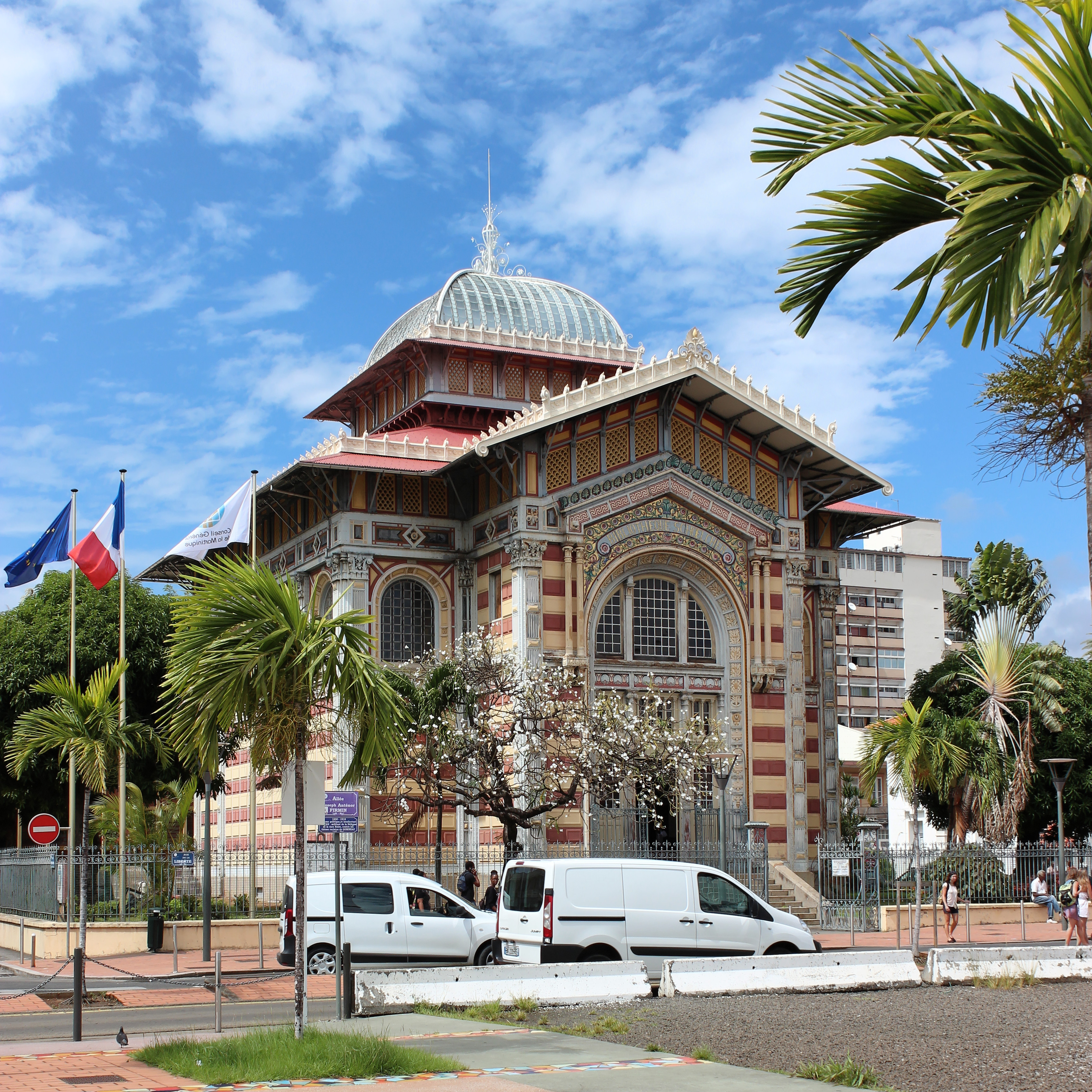
Bibliothèque Schœlcher, Fort-de-France (Martinique).

- Bibliothèque Schœlcher, Fort-de-France (Martinique).À Fort-de-France en Martinique, une bibliothèque publique départementale porte le nom de bibliothèque Schœlcher, fondée en 1887.
- La commune de Schoelcher en Martinique, porte son nom.
- En 1888, alors qu'il est encore vivant, la commune de Case-Navire (Martinique) prit le nom de Schœlcher en hommage à son combat contre l'esclavage.
- La commune de Fessenheim a inauguré en 2015 l'espace muséographique « Victor Schœlcher, son œuvre », un musée qui lui est dédié[35].
- La commune de Strasbourg a un centre social et culturel qui porte son nom, ainsi qu'une courte avenue dans la Neustadt, prolongation de l'avenue de la Liberté.
- La commune de Houilles a acquis en 2011 la maison de campagne de Victor Schœlcher où il est décédé pour en faire un musée qui lui sera consacré[36].
- Une rue également dans la commune de Houilles porte son nom, pour ses nombreux séjours dans cette ville.
- A Houilles encore, une place lui est dédiée ou trône, entre des palmiers qui rappellent la Martinique et la Guadeloupe, un buste de Victor Schoelcher.
- La commune de Seyssins (Isère) possède une place Victor-Schoelcher et un espace Victor-Schoelcher, inaugurés par Didier Migaud et Élisabeth Guigou.
- Une rue sur les terrains détachés du cimetière du Montparnasse (Paris 14e) était dénommée depuis 1894 simplement « rue Schœlcher » et, depuis 2000, « rue Victor-Schœlcher ».
- À Nantes, la passerelle Victor-Schœlcher franchit la Loire et est située à proximité du Mémorial de l'abolition de l'esclavage.
- Les communes d'Auray, de Saint-Pierre-lès-Elbeuf, de Saint-Avé, de Folschviller, de Saint-Herblain, de Limoges et le 9e arrondissement de Lyon possèdent une rue à son nom.
- La commune de Mauguio possède un enclos pavillonnaire de 7 propriétés à son nom.Inscription Victor Schoelcher à Massy

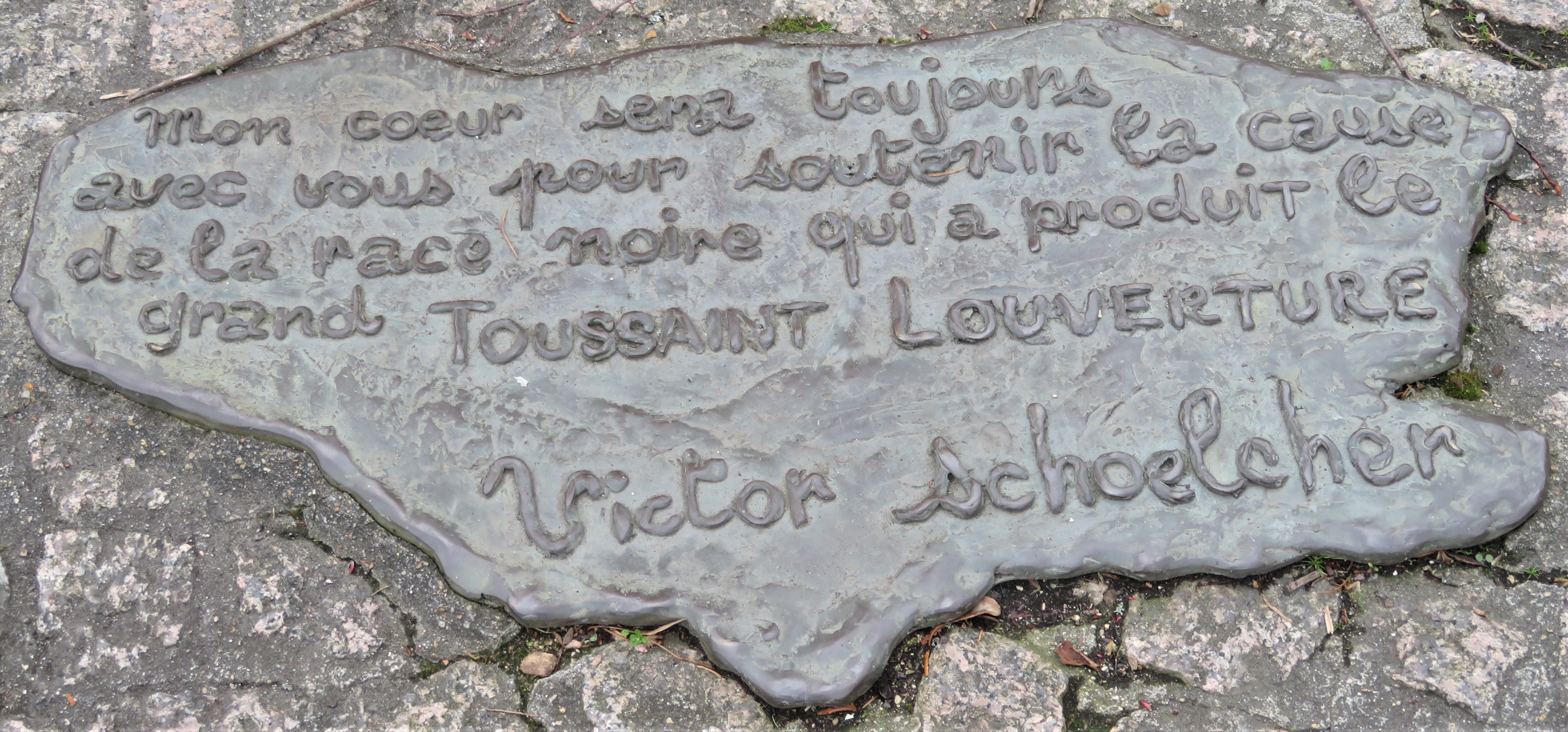
Inscription Victor Schoelcher à Massy

- La commune de Massy a aménagé vers 1985 une place à son nom avec en son centre une statue de Toussaint-Louverture et au pied de celle-ci une plaque avec la citation : « mon cœur sera toujours avec vous pour soutenir la cause de la race noire qui a produit le grand Toussaint Louverture ».
- Il y a également un arrêt de tram qui a été baptisé Schœlcher sur la ligne 1 du tramway de Nantes.

### Bâtiments scolaires

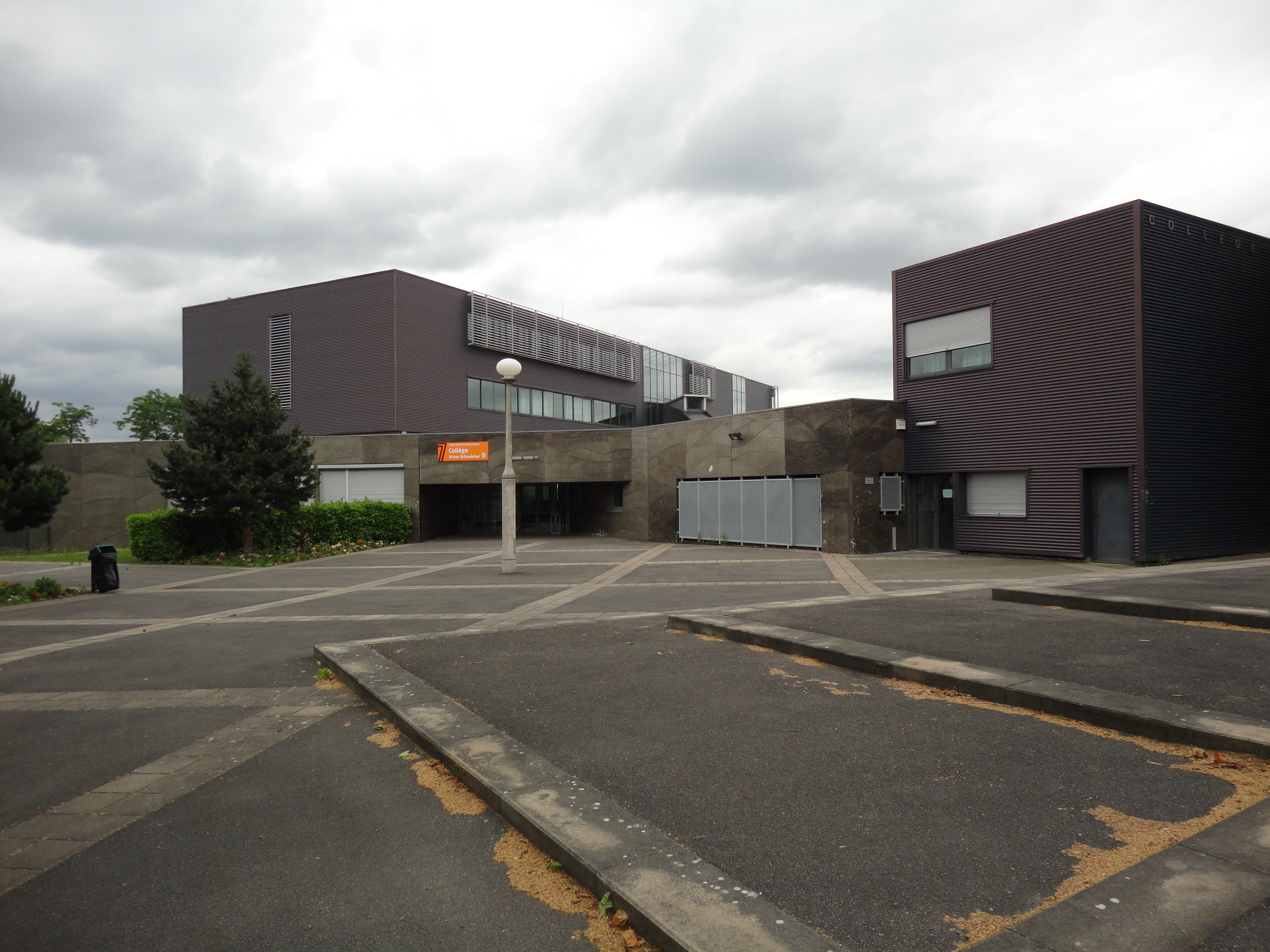
Le collège Victor-Schœlcher de Torcy.

- Collèges. Les communes de Torcy, en Seine-et-Marne, de Sainte-Cécile-les-Vignes[37] dans le Vaucluse, d'Ensisheim dans le Haut-Rhin, de Champagney en Haute-Saône — une des premières villes françaises à condamner l’esclavage[38] —, de Kourou en Guyane, le 9e arrondissement de Lyon ont un collège qui porte son nom.
- Lycées. Le lycée Victor-Schœlcher à Fort-de-France[39] en Martinique et un lycée professionnel à Saint-Louis, à La Réunion, portent son nom.
- École primaire : la commune de Laprugne (03250) a une école qui porte son nom depuis 1998

### Statuaire
- À Cayenne, sur la place Victor-Schœlcher, une statue de Schœlcher fut érigée en 1896. Le monument est classé monument historique depuis 1999. Durant la nuit du 17 juillet 2020, la statue a été déboulonnée. Elle avait été recouverte de peinture rouge quelques jours auparavant.
- À Houilles, sur la place Victor-Schœlcher, un monument surmonté d'un buste en bronze de Schœlcher fut érigé en 1848. Fondu par les nazis sous le régime de Vichy, il a été remplacé en 1948.

Statuaire
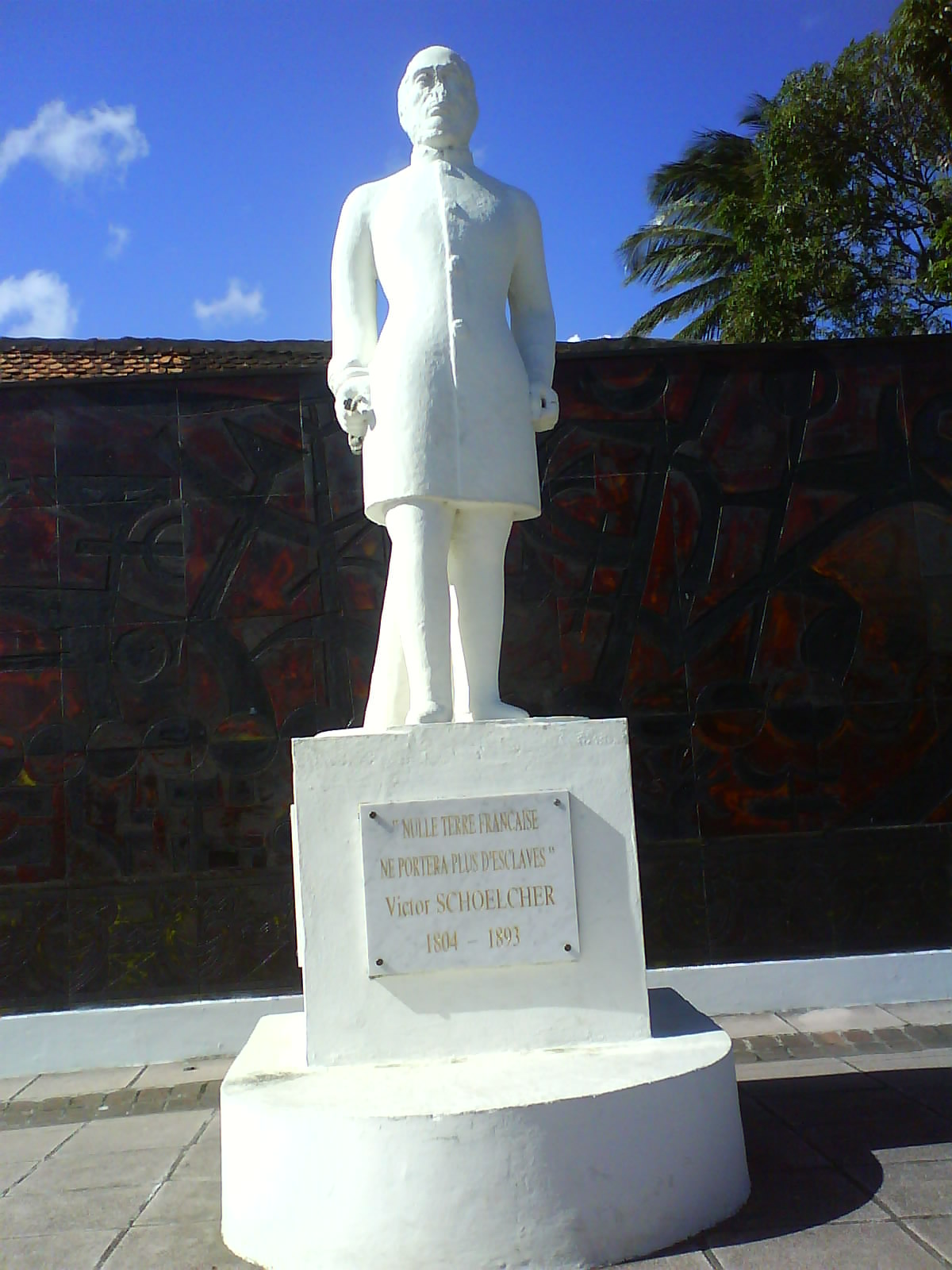
Statue de Victor Schœlcher dans la commune de Schœlcher en Martinique.
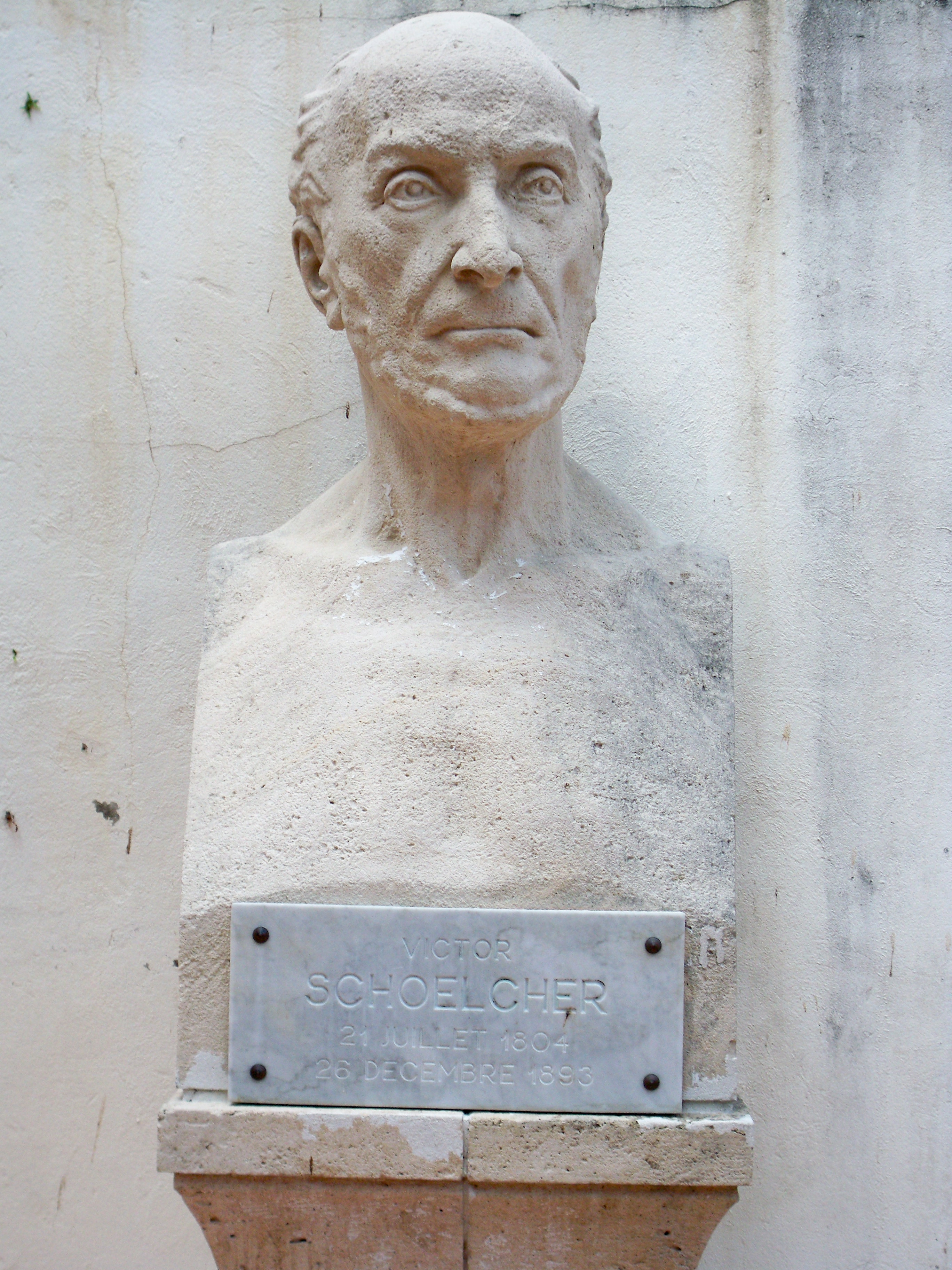
Buste de Victor Schœlcher, musée Schœlcher en Guadeloupe.

### Monnaie
- En 1952, un billet de 5 000 francs à l'effigie de Victor Schœlcher est mis en circulation en Martinique.
- En 2012, il figure sur une pièce de 10 € en argent éditée par la Monnaie de Paris, pour la collection « Les Euros des Régions » afin de symboliquement représenter la Martinique.

### Autres
- La promotion 1996 de l'ENA porte son nom[40].
- Dans Case départ, film de Lionel Steketee, Fabrice Éboué et Thomas N'Gijol, le jeune fils de l'esclavagiste, Victor Jourdain, indigné par le sort des esclaves de son père, est prénommé ainsi en référence à Victor Schœlcher.

## Œuvres
- 1833 : De l'esclavage des Noirs et de la législation coloniale 1833
- 1839-1840 : Abolition de l'esclavage. Examen critique du préjugé contre la couleur des Africains et des sang-mêlés. Paris, Pagnerre éditeur
  - Couverture datée de 1839. Titre daté de 1840. In-32, 183 pages, et 16 pages pour un Catalogue de publications populaires éditées chez Pagnerre. Imprimé chez Mme Porthmann, rue du Hasard-Richelieu.
- 1840 : Abolition de l'esclavage. Examen critique du préjugé contre la couleur des africains et des sang-mélés, « Des Noirs », Revue de Paris, tome XX, 1830, p. 71-83
- 1842 : Des colonies françaises. Abolition immédiate de l'esclavage. Publié par Pagnerre, 1842
  - Exemplaire université Harvard : copie numérisée le 13 décembre 2005 (consulté le 11 avril 2009).
- 1843 : Colonies étrangères et Haïti. Résultats de l'émancipation anglaise : Colonies Danoises — Haïti — Du droit de visite — Coup d'œil sur l'état de la question d'affranchissement, t. second. Publié par Pagnerre, 1843
  - Exemplaire la New York Public Library : copie numérisée le 19 décembre 2007 (consulté le 12 avril 2009.
- 1844 : De la pétition des ouvriers pour l’abolition immédiate de l’esclavage, Paris, Pagnerre, 46 p. (lire en ligne)
  - Des colonies françaises. Abolition immédiate de l'esclavage (1842), nouvelle édition en fac-similé, les Éditions du CTHS, 1998.
- 1844 : Journal de voyage en Égypte, 1844 Paris, Mercure de France
- 1847 : Histoire de l'esclavage pendant les deux dernières années, publié par Pagnerre, 1847
  - Exemplaire de la Bibliothèque cantonale et universitaire de Lausanne : copie numérisée le 7 février 2008 (consulté le 11 avril 2009). Un exemplaire est visible à la bibliothèque du Sénat rue de Vaugirard.
- 1851: Abolition de la peine de mort. Publié par Eugène De Soye, 1851, copie numérisée sur Gallica.fr
- 1852: Histoire des crimes du 2 décembre, Bruxelles : tous les libraires, 1852
- 1857 : Life of Haendel, Londres, Trübner (traduction de son manuscrit français par James Lowe)
- 1873 : La Famille, la propriété et le christianisme, Paris, Librairie de la Bibliothèque démocratique, 1873
- 1874 : Le Deux décembre, les massacres dans Paris, Paris, Librairie de la Bibliothèque démocratique
- 1877 : Restauration de la traite des Noirs à Natal, Paris, Imprimerie de F. Brière, 16 p. (lire en ligne)
- 1889 : Vie de Toussaint Louverture, 1889 (réédition Ed. Karthala, 1982)
- 1906 : Conférence sur Toussaint Louverture, général en chef de l’armée de Saint-Domingue, Paris, Editions Panorama, 53 p. (lire en ligne)
- 1995 : La Correspondance de Victor Schœlcher (présentée par Nelly Schmidt), Paris, Maisonneuve et Larose, présentation en ligne
- 2023 : Le journal manuscrit tenu par Schœlcher au cours des vingt dernières années de sa vie, acquis lors d'un vente publique, composé de 85 feuillets in-quarto, dont 80 pages manuscrites et environ 90 pages de coupures de presse, est en cours d'établissement pour être mis à la disposition du public[41].